# Hermanos García (escultores)

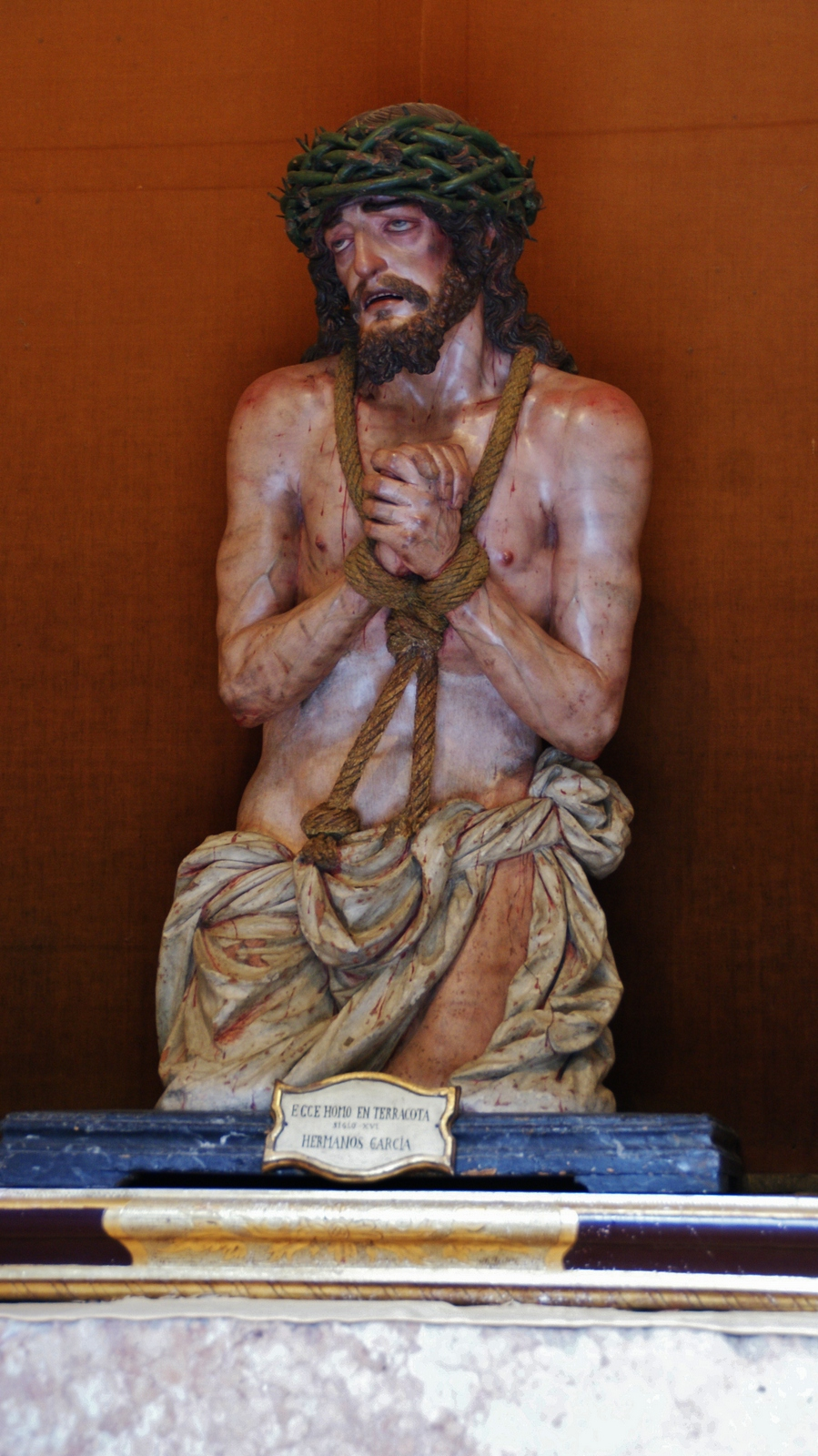
Ecce Homo en la Cartuja de Granada

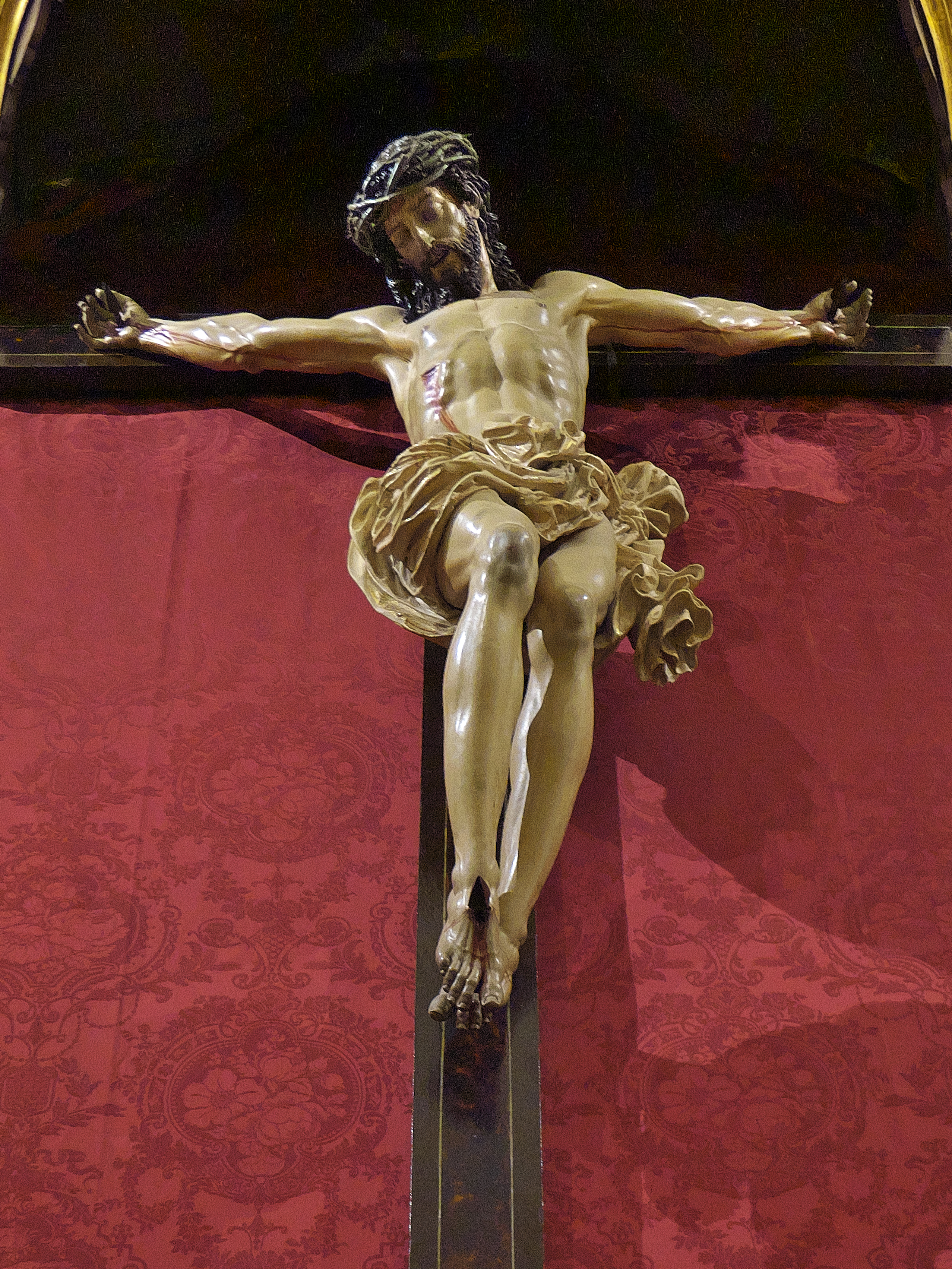
Crucificado (1623) de la Sacristía de la Catedral de Granada.

Los hermanos Miguel Jerónimo y Jerónimo Francisco García, canónigos de la Colegiata del Salvador de Granada,  fueron dos escultores activos entre los siglos XVI y XVII, que se pueden situar en la fase de transición del naturalismo al primer barroco. Trabajaron en barro y madera, y son conocidos por un conjunto de Ecce Homos normalmente de pequeño tamaño, modelado minucioso y gran expresividad.
Recientemente se ha incorporado a su catálogo de obras un conjunto de relieves en terracota representando a distintos santos en penitencia: San Juan el Bautista, San Jerónimo,... 
Se les ha atribuido el crucificado de la sacristía de la Catedral de Granada tradicionalmente considerado obra de Montañés.